# مقصدهای پروازی کویت ایرویز
مقصدهای پروازی کویت ایرویز به شرح زیر است:

## فهرست
|  | قطب              |
|  | مسیرهای آتی      |
|  | مسیرهای متوقف‌شده |